# Dinkata, Pazardjik
Dinkata (în bulgară Динката) este un sat în comuna Lesiciovo, regiunea Pazardjik,  Bulgaria. 

## Demografie
Componența etnică a satului Dinkata
     Romi (30,92%)
     Nicio identificare (11,68%)
     Bulgari (57,38%)
     Turci (0%)
La recensământul din 2011, populația satului Dinkata era de 1.164 locuitori. Din punct de vedere etnic, majoritatea locuitorilor (57,38%) erau bulgari, cu o minoritate de romi (30,92%). Pentru 11,68% din locuitori nu este cunoscută apartenența etnică.